# Katalytische Nachverbrennung
Die katalytische Nachverbrennung (KNV) (englisch catalytic post-combustion) ist ein Verfahren zur thermischen Abgasreinigung. Das auch unter der Bezeichnung katalytische Oxidation bekannte Verfahren wird bevorzugt zur Minderung von Kohlenwasserstoffemissionen eingesetzt. Der Vorteil gegenüber der thermischen Nachverbrennung liegt in der niedrigeren Reaktionstemperatur.

## Grundlagen
Die katalytische Nachverbrennung arbeitet nach dem Prinzip der heterogenen Katalyse. Ein mit Schadstoffen beladenes Abgas durchströmt einen Reaktor, in dem sich der Katalysator befindet. Im Abgas enthaltene gasförmige Kohlenwasserstoffe werden im Idealfall zu Kohlenstoffdioxid und Wasser oxidiert. Dies kann entweder direkt oder über die Bildung von Zwischenprodukten erfolgen.
Je nach Abgaszusammensetzung ist noch eine Konditionierung notwendig, die aus einem oder mehreren Stufen besteht. So sind beispielsweise Partikel, die als Katalysatorgift wirken können, zu entfernen. Ebenso muss das zu reinigende Abgas eine Mindesttemperatur aufweisen, damit die Anspringtemperatur des Katalysators erreicht ist. Zur Erreichung dieser Mindesttemperatur wird mittels Wärmeübertrager ein Teil der Enthalpie des gereinigten Abgases auf das noch zu reinigende Abgas übertragen. Bei niedrigen Kohlenwasserstoff-Konzentrationen ist eine Stützfeuerung notwendig, höhere Konzentrationen erlauben einen autothermen Betrieb.
Das Katalysatormaterial besteht in der Regel aus Mischoxiden auf oxidisch keramischen Trägern oder Edelmetallen wie Platin oder Palladium auf metallischen Trägern. Die Betriebstemperaturen liegen im Allgemeinen zwischen 300 °C und 600 °C. Bei keramischen Trägermaterialien ist die Gefahr größer, dass durch Temperatur-Überschreitung der Katalysator beschädigt wird. 
Neben den Katalysatoreigenschaften und dem Druckverlust ist die Raumgeschwindigkeit eine wesentliche Kenngröße der katalytischen Nachverbrennung. Die Raumgeschwindigkeiten liegen bei diesem Abgasreinigungsverfahren im Allgemeinen bei 10000 h−1 bis 40000 h−1, können aber bei schwer abbaubaren Verbindungen Werte kleiner 5000 h−1 annehmen.

## Anwendung
Anlagen zur katalytischen Nachverbrennung werden in verschiedensten Branchen und Betrieben eingesetzt. Dies sind unter anderem:
- Bodensanierungsanlagen[7]
- Druckereien[1]
- Kaffeeröstereien[8]
- Lackierereien[1]
- Papierveredelungsanlagen[9]

## Besonderheiten
Durch die vergleichsweise niedrigen Reaktionstemperaturen kann bei der katalytischen Nachverbrennung auf den Einsatz teurer hitzebeständiger Werkstoffe weitgehend verzichtet werden.
Beim Recycling von außer Betrieb genommenen Edelmetallkatalysatoren erhält der Anlagenbetreiber vom Recycling-Unternehmen in der Regel eine Gutschrift, da das Edelmetall fast vollständig zurückgewonnen werden kann.